# Бертельсен, Йенс Йорн
Йенс Йорн Хаар Бертельсен (дат. Jens Jørn Haahr Bertelsen; род. 15 февраля 1952, Эсбьерг, Рибе) — датский футболист, наиболее известный по своим выступлениям за клуб «Эсбьерг». Кроме того, он был игроком основного состава сборной Дании, проведя за неё 69 матчей и забив 2 гола. В составе национальной сборной сыграл на Евро-1984 и чемпионате мира 1986 года. Выступал на позиции опорного полузащитника.

## Карьера
Родился в Эсбьерге. Там же играл за небольшой клуб «Сэддинг-Гулдагер». Когда главный тренер этого клуба был нанят в команду из 3-го дивизиона «Эсбьерг», Бертельсен последовал за ним, здесь он играл вместе с Оле Кьером и Йоном Лауридсеном. 1 апреля 1973 года, в возрасте 21 года, дебютировал за «Эсьберг». Он был трудолюбивым опорным полузащитником и помог команде выйти в Первый дивизион Дании. В 1976 году Йенс Йорн был назван игроком финала Кубка Дании. Это был первый турнир у «Эсбьерга» за 11 лет. В 1-м дивизионе Бертельсен помог клубу занять третье место в 1977 году, второе в 1978 году, и, наконец, стать чемпионами Дании в 1979 году. В этом же году Бертельсен был назван Футболистом года в Дании.
Он получил ряд предложений от европейских клубов, и решил переехать за границу в мае 1982 года. Бертельсен подписал контракт с бельгийским клубом «Серен» и быстро освоился в нём. Он пробыл два года в Бельгии, прежде чем перешёл во французский «Руан» в 1984 году, когда «Серен» обанкротился. После одного сезона в клубе из низшей лиги Бертельсен летом 1985 года перешёл в швейцарский клуб «Арау». В 1987 году Йенс Йорн вернулся в «Эсбьерг», где и закончил свою карьеру в конце сезона 1987/88.

## Карьера за сборную
Дебют Бертельсена за национальную сборную Дании состоялся 24 июня 1976 года в матче против сборной Норвегии. Сыграл все 4 матча за сборную на чемпионате Европы 1984 года во Франции, где датчане взяли бронзовые медали. Также сыграл три из четырёх матчей на чемпионате мира 1986 года в Мексике. Последний матч за сборную провёл в сентябре 1987 года, в возрасте 35 лет.

### Голы за сборную
| № | Дата            | Место                             | Соперник  | Счёт | Результат | Турнир                  |
| - | --------------- | --------------------------------- | --------- | ---- | --------- | ----------------------- |
| 1 | 14 ноября 1979  | Рамон де Карранса, Кадис, Испания | Испания   | 0:2  | 1:3       | Товарищеский матч       |
| 2 | 29 октября 1986 | Идрэтспаркен, Копенгаген, Дания   | Финляндия | 1:0  | 1:0       | Квалификация на ЧЕ 1988 |

## Достижения

### «Эсбьерг»
- Чемпион Дании: 1979
- Обладатель Кубка Дании: 1976

### Индивидуальные
- Футболист года в Дании: 1979